# 687 TCN
687 TCN là một năm trong lịch La Mã.